# Фервотер (Висконсин)
Фервотер (енгл. Fairwater) град је у америчкој савезној држави Висконсин.

## Демографија
По попису из 2010. године број становника је 371, што је 21 (6,0%) становника више него 2000. године.
| Група             | 2000.       | 2010.       |
| Белци             | 348 (99,4%) | 341 (91,9%) |
| Афроамериканци    | 0 (0,0%)    | 3 (0,8%)    |
| Азијати           | 0 (0,0%)    | 1 (0,3%)    |
| Хиспаноамериканци | 0 (0,0%)    | 24 (6,5%)   |
| Укупно            | 350         | 371         |